# Jüdischer Friedhof (Damvillers)

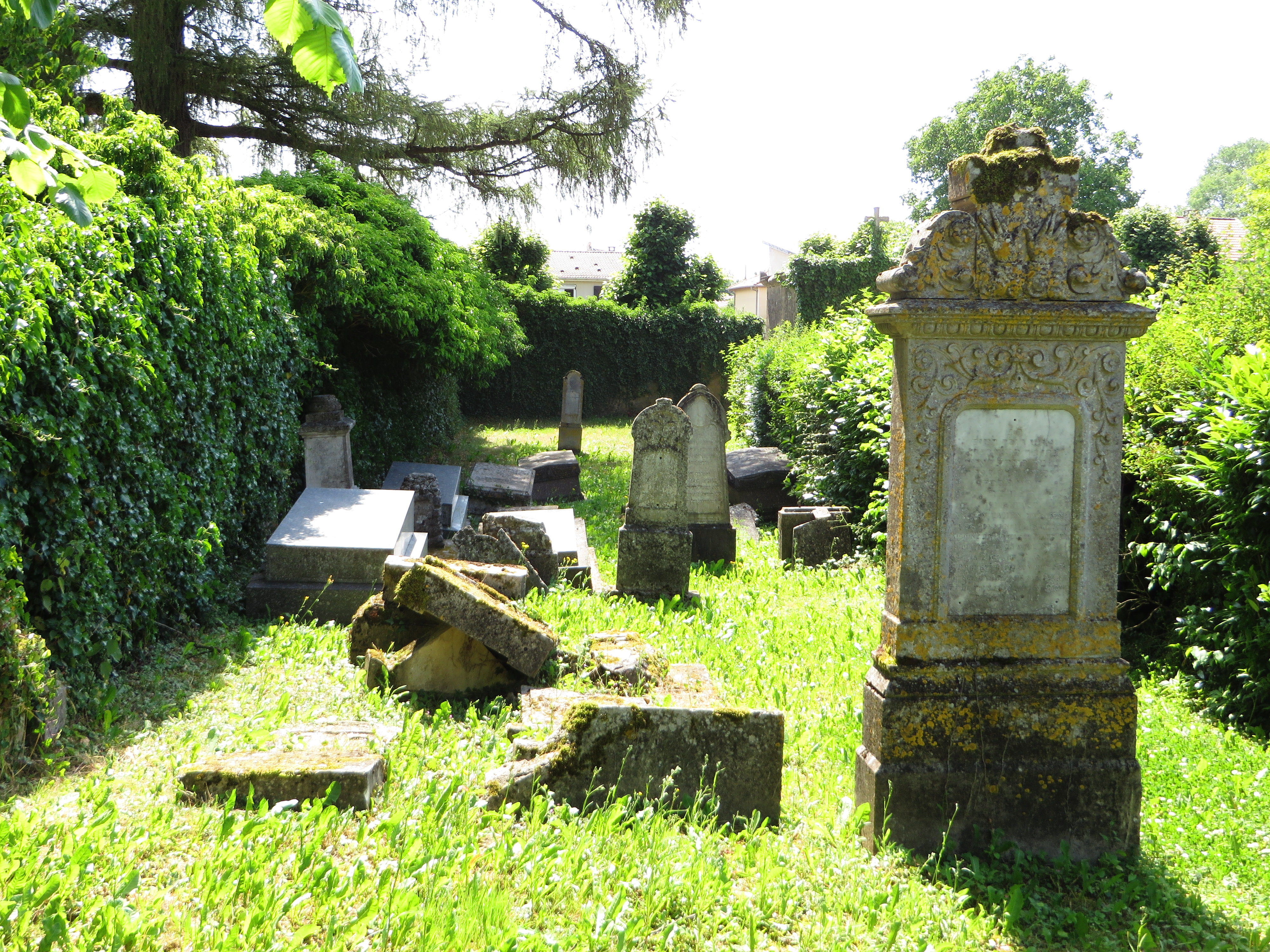
Jüdischer Friedhof in Damvillers

Der Jüdische Friedhof in Damvillers, einer französischen Gemeinde im Département Meuse in der historischen Region Lothringen, wurde vermutlich im 19. Jahrhundert angelegt. Der jüdische Friedhof befindet sich in der Rue Entre les Deux Chemins.